# Lubomír
Lubomír bzw. Ľubomír ist ein tschechischer (Lubomír) bzw. slowakischer (Ľubomír) männlicher Vorname mit der Bedeutung Liebe und Frieden, entstanden aus den slawischen Wortbestandteilen lub (Liebe) und mir (Frieden).
In Polen und in der Ukraine kommt die abgeleitete Form Lubomir vor. Kurzformen des Namens sind Luboš auf Tschechisch bzw. Ľuboš auf Slowakisch. In Bulgarien, Serbien und in weiteren Ländern auf dem Balkan ist Ljubomir gebräuchlich. Die weibliche Form ist Lubomíra in Tschechien und Ľubomíra in der Slowakei.

## Namensträger
- Lubomír Blaha (* 1978), tschechischer Fußballspieler
- Lubomír Dorůžka (1924–2013), tschechischer Musikwissenschaftler und -journalist
- Ľubomír Ftáčnik (* 1957), slowakischer Schachmeister
- Ľubomír Jahnátek (* 1954), slowakischer Politiker
- Ľubomíra Kalinová (* 1982), slowakische Skilangläuferin und Biathletin
- Lubomír Kaválek (1943–2021), tschechisch-US-amerikanischer Schachgroßmeister
- Lubomír Kostelka (1927–2018), tschechischer Schauspieler
- Lubomír Miřejovský (1925–2002), tschechischer evangelischer Theologe
- Ľubomír Moravčík (* 1965), slowakischer Fußballspieler und -trainer
- Ľubomír Palguta (* 1978), slowakischer Biathlet
- Lubomír Petruš (* 1990), tschechischer Cyclocross- und Straßenradrennfahrer
- Lubomír Šlapeta (1908–1983), tschechischer Architekt
- Lubomír Štrougal (1924–2023), tschechischer Politiker
- Ľubomír Vaic (* 1977), slowakischer Eishockeyspieler
- Ľubomír Vážny (1957), slowakischer Politiker
- Lubomir Videnov (* 1951), bulgarischer Bariton
- Ľubomír Višňovský (* 1976), slowakischer Eishockey- und Inlinehockeyspieler